# Schwindlingsverwandte
Die Pilze aus der Familie der Schwindlingsverwandten wachsen meist als Saprobionten auf totem Pflanzenmaterial, wie abgefallenem Laub, Zweigen, in der Nadelstreu und auf Holz. Nach einem Regen können manche Arten in großer Zahl erscheinen.

## Merkmale
Merkmale der Schwindlingsverwandten sind der meist sehr zähe Stiel und die Fähigkeit, sich nach einer Trockenperiode rasch zu rehydrieren.
Bekannte Arten:
- Nelken-Schwindling (Marasmius oreades)
- Schädlicher Haarschwindling (Moniliophthora perniciosa)
- Gurkenschnitzling (Macrocystidia cucumis)

## Systematik

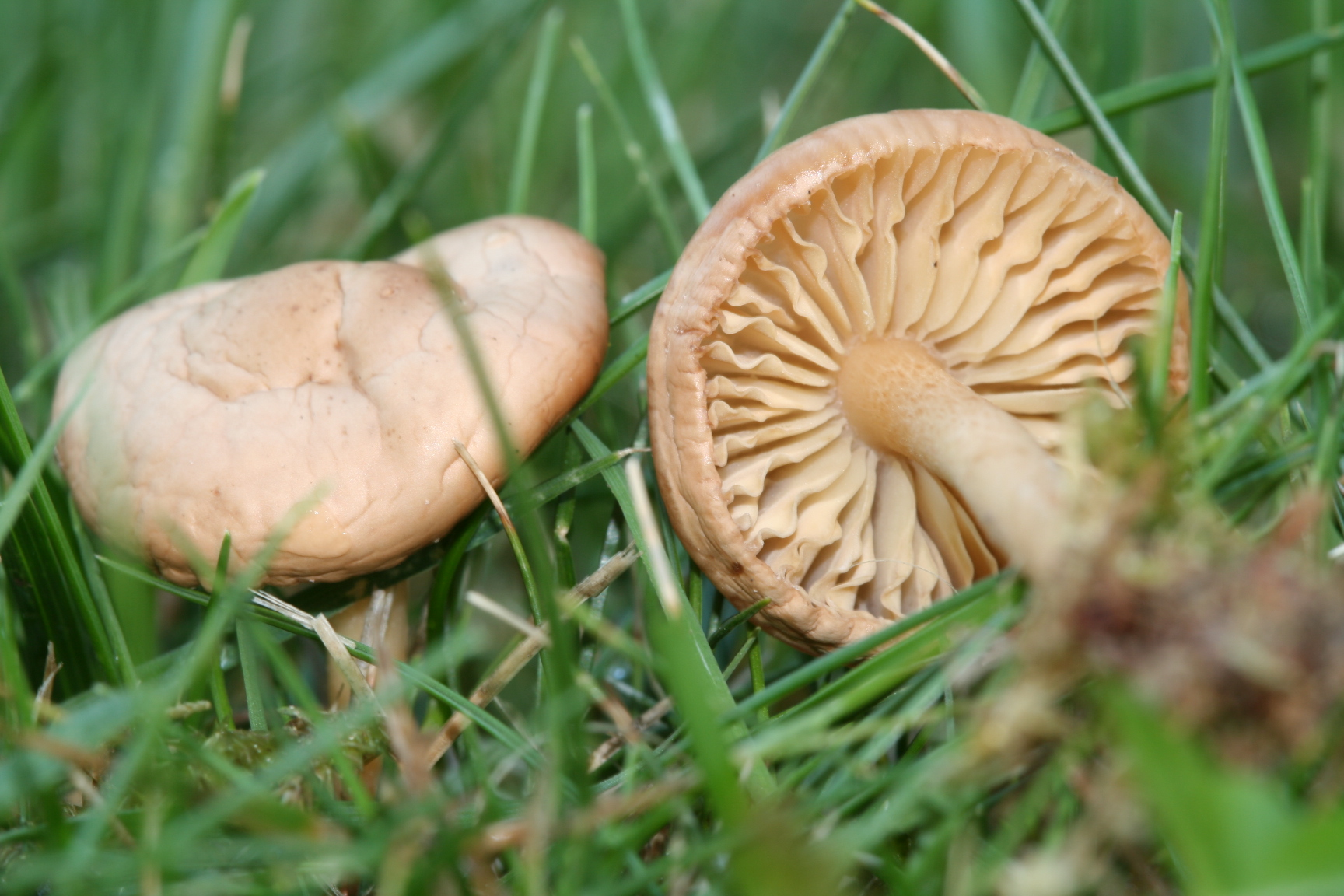
Nelken-Schwindling (Marasmius oreades).

Die Familie der Schwindlingsartigen umfasste früher eine große Zahl von Gattungen. Aufgrund phylogenetischer Untersuchungen werden viele Gattungen heute in andere Familien gestellt, beispielsweise zu den Omphalotaceae oder den Physalacriaceae.
Beispiele für Gattungen innerhalb der Familie der Marasmiaceae:
Familie: Schwindlingsverwandte (Marasmiaceae)
- Lactocollybia
  - Lactocollybia variicystis D.A. Reid & Eicker
- Gurkenschnitzlinge (Macrocystidia)
- Mäuseschwanzrüblinge (Baeospora)
- Schwindlinge (Marasmius)